# پاتواکان بارخوداریان
پاتواکان آندریی بارخوداریان (ارمنی: Պատվական Անդրեյի Բարխուդարյան) یک بازیگر و کارگردان فیلم اهل ارمنستان بود. وی هنرمند مردمی ارمنستان شوروی در سال ۱۹۴۰ و هنرمند شایسته ارمنستان شوروی شد.

## فیلم‌شناسی
- قبر ساور (۱۹۲۶)
- روح شیطان (فیلم) (۱۹۲۷) یا (قدرت شر)
- تشییع جنازه اسپندیاروف (۱۹۲۸)
- پنج راست در هدف (۱۹۲۸) / (لولا خندزورین)
- شانزدهم (۱۹۲۸)
- زیر بال سیاه (۱۹۳۰) / (سو وزنش خیلی زیاده)
- کیکوس (۱۹۳۱)
- دو شب (۱۹۳۲) / (یرکو گیشر)
- کرد-یزید (۱۹۳۲)
- بچه خورشید (۱۹۳۳)
- جریان کوهستانی (۱۹۳۹)
- کنسرت فیلم ارمنی (۱۹۴۱) (کوتاه)
- همسر پاسدار(۱۹۴۳)
- دومین کنسرت فیلم ارمنی (۱۹۴۶)